# Bengt Nilsson (politiker)
Bengt Erik Arvid Nilsson, född 13 juni 1926 i Ljungby församling i Hallands län, död 26 april 2020 i Ullareds distrikt i Hallands län, var en svensk politiker. Han var kommunstyrelsens ordförande (kommunalråd) i Falkenbergs kommun 1983–1985 och representerade då Centerpartiet. Senare kom han att representera Aktiv Politik (1985-?) och Kristdemokraterna (?-2001) samt kandidera för SPI. Före bildandet av Falkenbergs kommun var han även aktiv i Vessigebro landskommun.